# アーシャのアトリエ 〜黄昏の大地の錬金術士〜
『アーシャのアトリエ 〜黄昏の大地の錬金術士〜』（アーシャのアトリエ たそがれのだいちのれんきんじゅつし）は、2012年6月28日にガスト（現・コーエーテクモゲームス・ガスト長野開発部）から発売されたPlayStation 3用ロールプレイングゲーム。シリーズ全体としては本作はコーエーテクモホールディングスの傘下に入ってから開発体制の一新した初の作品である。
錬金術によるアイテム作成を主題としたアトリエシリーズの14作目（外伝的作品を除く）である。本作の物語は、錬金術で栄華をきわめた文明が衰退し、滅びを迎えつつある黄昏の大地を舞台に、薬師の少女アーシャが行方不明になった妹のニオを取り戻すために、錬金術と光る花の秘密を知る旅に出るというものである。キャラクターデザインは左が担当している。
2014年3月27日にはPlayStation Vita版『アーシャのアトリエPlus 〜黄昏の大地の錬金術士〜』が発売された。

## ゲームシステム
システムは大きく分けてフィールドパートとワールドマップパート、戦闘パートに分かれている。街エリアで態勢を整え、ワールドマップで行きたい場所に移動し、そこで採取や戦闘をしつつ目標の達成を目指す。
ダンジョン内では10区切りのゲージが存在し、これが0になると1日進む。ゲージは採取や戦闘で減少する。
戦闘パート以外では、スタートボタンを押すとメインメニューが開き、アイテムの入れ替えや装備の着脱、ステータスの確認、別エリアへの移動などができる。セレクトボタンを押すとノートが開き、目標を確認することができる。
各パートでは時折イベントが発生し、ストーリーや目標にかかわる重要なものもあれば、思わず笑いを誘うような変わったものもある。また、イベントがたまっていると、そのエリアから出てもう一度入ることで発生させることができる。
前作までのイベントシーンではキャラの立ち絵が挿入され、そのキャラが感情に応じて表情を変える形で進行していたが、本作以降は3Dで描かれたキャラがそのまま身振り手振りで感情表現をする演出に変更され、臨場感が増した。
採取をする際も本作から主人公や仲間のキャラが台詞を喋りその台詞が画面右下に黒枠で対応したキャラの顔アイコンと共に表示されるようになった。エリアでの採取や討伐が完了すると、キャラがそのように公言するようにもなったため非常に分かり易い。
採取の方式は前作までは「リストに表示された採取物の中から選んで採取する」というものであったが、本作以降は採取物は全て自動で採取するようになり、リストからは選べなくなった。また本作のみ、カゴの容量が埋まる条件は「異なる採取物を採った場合」という法則があり、同じ採取物を複数採った場合は数字として採った数がカウントされるようになっており、他作品に比べカゴが埋まりにくい。最高の数字である「99」以上採取物が有る場合は「99＋」として表示される。ただし、調合により作ったアイテムは従来通りにカゴの容量を埋める。
本作には制限時間が設けられており、開始からちょうど3年となる4年目の4月1日にゲーム終了となる。行動できるのは前日の3月30日（このゲームではひと月が30日）までであるため注意が必要。ゲームオーバーになることはなく、状況に応じたエンディングとスタッフロールが流れる。スタッフロール後にクリアデータをセーブすることができ、このデータをロードすることで一部のデータが引き継がれた2周目がプレイできる。
従来作にあった、ストーリーにかかわる短期的なクリア目標は廃止された:pp.22-23。別ゲームで言えば、メタルマックスシリーズと同等である。参加必須なイベントもなく前述の通り時限式でのゲームオーバーもないため、極端な話4年目の4月1日までずっとアトリエから出ずに寝て過ごしてもクリア可能。
本作以降、エンディングの条件を複数満たした場合はどのエンディングを見るかを選択出来る仕様になった。これにより、従来までのように一回一回周回をする必要は無くなり、利便性が向上した。なお、本作ではラストボスを倒さなければバッドエンド以外は絶対に見ることは出来ない。他方、他のシリーズに有る、樽のオブジェクトを調べると主人公が「たーる」の台詞を発する所謂お約束は、今回はアトリエの庭の樽以外は無い（樽のオブジェクト自体は数か所に配置されている）。

### 調合
概要
アトリエシリーズの基礎とも言えるシステム。採取や戦闘で得たアイテムを調合し、様々な効果を持ったアイテムや素材を生み出す。調合はアトリエや街エリアの借家で行うことができ、強力な攻撃・回復アイテムを作ったりもできる。特にアーシャは戦闘スキルがないため、敵が強力になる中盤以降は調合で作った攻撃アイテムが頼りになる。また、ストーリー進行にも関わる重要なシステムでもある。
レシピは各街で売り出している他、ダンジョンや戦闘イベントで入手することができる。今回は失敗などはしない代わりに錬金レベルがアイテムごとの規定値に達していないと調合が行えない。
各素材には品質・属性値・特性・潜在能力といった特徴が存在しており、調合で組み合わせることで同じアイテムを作るにしても全く異なる結果となる場合がある。なお、[金属]などカテゴリ単位で指定される場合もある。カテゴリは図鑑で確認可能。
本作ならではの特徴としては、素材の投入順序と調合スキル（後述）がある。素材の持つ特性は投入する順序によって結果が異なるようになっている。
CP
素材を投入する際、そのアイテムのレベル分だけ消費されるポイント。錬金レベル×2+ボーナスの値を持つ。
不足するとそのアイテムの特性などは一切付与されないので有用な特性は先に投入しておくと良い。逆に、低品質なアイテムを投入する前にCPを使い切ることで品質低下を防ぐこともできる。この概念が追加された分、MPが消費される事は無くなった。
調合スキル
1つの素材を投入する前に実行できる特殊コマンド。計4つ存在し、いずれかを選択して使うことができる（習得には錬金レベルが必要）。使用回数に制限はないものの素材とは別にコストを消耗するため、多用はできない。
なお、調合以外でのみ入手できるアイテムは武器防具以外は品質等全てアイテムごとに同一の特性を有している（武器防具は品質がランダム）。そのため、本作では素材にランダム性がなく、製作可能なアイテムの質は全て素材の選択と順序とスキルによって決定すると言っても過言ではない。
力を引き出す
潜在能力値を一定値だけ上昇させる。コスト消費が少なめでノーリスクなため、CPに余裕があるなら使っておくと良い。後述の「力を移す」実行時などに余計な潜在能力が追加されないように調整するのにも有用。
力を注ぐ
次に投入する素材を、コストが割増になる代わりに再投入できるようにする。一度このコマンドで投入した素材にも再度調合スキルは使用できるため強力アイテムの作成には欠かせないが、スキルコストも増加コストも馬鹿にならないため使いどころが難しい。
力を移す
素材の持つ潜在能力を全て作成アイテムに付与する。ただし、後から潜在能力が追加されれば押し出されて消えてしまうので、基本的に最後の投入で使うことが多い。なお、付与される潜在能力は一番上にある項目が一番下に来るというスタック方式。
力を打ち消す
作成アイテムに現在付与されている潜在能力を、任意に一つ消すことが出来る。唯一コストは0なので、CPを使い切った状態でも使用できる。性質上、最初に投入するアイテムには使用不可。必要な潜在能力が押し出されないように不要な項目を消すのに使う。
属性値
素材ごとに決まっている、火・水・風・土の属性をどの位含んでいるかを示す値。作成アイテムは素材の各属性値の総和によって効果が変化する（基本的に多ければより有用な効果となる）。どのような効果になるかは、一度その効果を引き出さない限りわからない。
属性値は素材の属性と反対の属性であっても相殺するといったことはなく、完全個別に加算されていく。
なお、アイテムの効果や後述の特性・潜在能力の説明は、図鑑で確認することができる（特性と付与された潜在能力はセレクトボタンを押すことでその場で確認可能）。
特性
素材の持つ、調合時における影響。0～3個存在し、調合で生み出された素材であっても元の素材の影響は受けず常に固定である。素材投入時に「ストックヤード」と呼ばれるエリアに5つまで蓄積され、超過分は古い順に消えていく。特定の組み合わせになると合成され、強力な効果となる。効果を発揮するのは素材を投入した後であるので、ほとんどの特性は投入時点では何の影響もない。
「火の力」「鉱石と合う」などの属性・カテゴリ依存で属性値にボーナスが入るものや「消耗を抑える」などのコスト関連のものなどがある。純粋なマイナス効果はないが、「増殖効果（できる個数が増えるがコストが増える）」のような善し悪しなものはある。
最高の品を作るのにかなり高い属性値を複数種類求められる場合もあるので、特性を把握して運用するか否かで本作の難易度は天と地ほどの差となること請け合い。
潜在能力
アイテム使用時に発揮する性質で、主効果に対する補正がメイン。特性とは逆に使用時のみに機能するため、「力を移す」使用時以外は素材アイテムの持つ潜在能力は無意味。
作成アイテムごとに内包する潜在能力が決まっており、投入する素材のレベル総和などによって順次発生する。ストックヤードの特性同様、最大数は5で超過分は古いものから消滅していく。また、攻撃・回復・補助・武器・防具・装飾・素材といった分類ごとに付与できる潜在能力が異なる。なお、武器・防具は同一の潜在能力を付与することはできない。
クリアする程度ならさほど気にする必要性はないが、最上位モンスターとの戦闘では気にしないとどうにもならないハイエンド向けの要素である。作りこめばただの通常攻撃が他キャラの必殺技クラスにすらなる。
特定の組み合わせの潜在能力が同一アイテムに付与されると合成が発生し、ワンランク上あるいは複数の特性を持つ潜在能力へと変化する。特に最上位の潜在能力は合成以外では取得が困難なものがある。

### 戦闘
概要
戦闘はコマンド入力で操作し、攻撃とスキル、アイテムを使う日本製RPGではスタンダードなスタイルである。ただし、対象モンスターを中心として四方に移動することができ、背後からの攻撃はダメージが増加するなど位置取りも重要となっている。
配置上、プレイヤー側がバックアタックを受けることはないが、その代わりなのか強力な攻撃が結構ある。
行動内容によって待機時間が異なるため、それを踏まえた戦闘行動の構築が必須となる。
エンカウント
フィールド上にいる敵キャラクターと接触すると戦闘パートに移行する。なお、シンボルエンカウントの常として、接触される前に攻撃を当てられればアーシャが最初に行動できる他、パーティメンバーが隣り合った位置に配置される。
戦闘後は若干の猶予があり、その間は敵に触れても戦闘にはならないため、敵が密集していても安全に回復アイテムが使用できる。また、圧倒的に弱い相手に攻撃を当てると戦闘に入らずアイテムだけ奪うことが出来る（前述のゲージも消費しない）。
アクティブコマンド
仲間が2人以上いる場合、ゲージがたまると一定時間内に△、□ボタンを押すことでアクティブコマンドが使える。共通のものでは攻撃を行う時に追撃を加えたり敵が攻撃してきた時に仲間をかばうことができる他、キャラごとにダメージ軽減・ステータス強化・敵の行動阻害といった効果がある。使用できるコマンドはゲージ数と敵味方の位置関係によって異なる。2人がアクティブコマンドを使える場合、L1、R1ボタン、あるいは方向キー←→を押すことで使うキャラクターを変更できる。
スキル
仲間キャラクターはそれぞれ戦闘で使える「スキル」を持っており、それを使うことで戦闘を有利に進めることができる。レベルが上がると使えるスキルが増え、最終的に4種類の技が使えるようになる。また、それ以外にも常に発動するパッシブスキルも存在する。
一定のレベルに達すると強力な「必殺技」が使えるようになり、通常モンスターならほぼ一撃で倒せる上、体力の多いボスモンスターを相手にする時は重宝する。ただし、使う際は必殺ゲージが満タンになっている必要がある。必殺技ゲージは攻撃・被弾・アクティブコマンドの使用で増加する。なお、必殺技は止めか否かで演出が変化する他、それが最後の一体だった場合はBGMもキャラ固有のものに変化する。
アーシャのみ、スキルではなくアイテムを使用することができる。なお、アイテムによってはMPを消耗するものもあり、不足すると効果が下がってしまう。
装備品
本作では、武器と防具は市販品の他にはイベントなどを除けばスラグ系モンスターかボスを撃破した時にのみ入手できる。ドロップするのは、戦闘参加メンバーが装備可能なものに限る。作成は不可能であり、潜在能力の付与のみ可能。
今回の装備品の性能は全体的に低く設定されているため、ステータス強化系の潜在能力がいくつかつくだけで下位ランク装備が上位ランク装備を上回ってしまうこともある。武器で言えば各キャラ3,4種と種類も少ないので、種類を吟味する価値はあまりない。なお、金属・布・木材カテゴリの素材として使用できる（カテゴリは種類による）。
これら装備品を強力なものとするためには前述の潜在能力の調整が不可欠となってくる。武器は「砥石」、防具は「染料」を使うことで武器・防具の持つ潜在能力を引き出せる他、砥石や染料次第ではこれらの持つ潜在能力を複写することができる。
また、装備品の元々の品質はランダムで変化するが、使用後の品質は砥石・染料の品質となるので、こちらでもランダム要素を気にする必要はない。高品質であれば基本性能に補正が掛かる。
調合スキル「力を移す」同様に、複写される能力はスタック方式である。

### その他システム
依頼
アトリエシリーズでは資金稼ぎの代表格であるが、本作の依頼は従来シリーズとは異なりランダム発生は一切ない。
各街の依頼者が条件を満たすと新たな依頼を出し、それを解決することでまた次の依頼が発生する。当然スルーすると新規依頼は増えないままとなってしまう。
目標期限はあるがそれをいくら越えようと依頼破棄にはならず、報酬金は減額されるが報酬アイテムは一切影響がない。
必然的に取得できる資金には制限が掛かるため、計画的に使わないとあっと言う前に困窮することになる。戦闘やアイテムの売却で得られる金額は多くはないので尚更である。
バザー
毎月10～19日に発生する定期イベント。中止になるというようなことはなく、鉱石店など普段は利用できない系統の店を利用できる。
最初に出店しているのはウィルベルとレジナのみだが、ユーリス・リンカ・ニオは条件を満たすことで出店するようになる。
品評会
毎年6月と12月に、黒猫の散歩道でメリエッタに話しかけることで参加可能なイベント。
4人の参加者がアイテムを持ち寄り、審査員の評価によって順位が決定する。参加しなくても一部エンディングの条件になっている以外は影響はないが、順位によって賞金と商品を獲得することができる。特に賞金は前述通り資金難に陥りやすい本作では看過できる額ではない。
審査員はストーリー進行で変化していき、高評価を得られるアイテムの傾向が変化していく。事前に各出品物がどの程度得点できるか評価予想という形で知ることが出来る。
評価は基礎点数と浮動点数が存在し、浮動点数はランダムで変化するためロードするたびに勝てるかどうかが変わる。
出品したアイテムは失われてしまうが、黒猫の散歩道に全員分売り出されるので失いたくないものがあれば買い戻しておくといい。ただし、次の品評会の品が並ぶと消滅してしまう。
店舗
バザー専門の店舗や行商を含め、本作では様々な店舗が存在している。陳列される商品はイベントの進行などで増加する。
売り出されるアイテムは在庫が決まっており、下一桁が1の日に在庫が補充される。10日間しか開店しないバザーは必然的に入手数が限られる。
いくつかの店では調合で作成できるアイテムは登録することができる。登録した時点では在庫は1つしかないが、次回の在庫補充時に全く同じ効果のアイテムが補充されるため、手間のかかる・貴重な材料を必要とするなどで量産できないアイテムを増やすことが可能。なお、同一アイテムを別の登録枠に登録することも可能（その場合はそれぞれ在庫が補充される）。
大量のアイテムを購入することで店舗レベルがアップし、登録枠が増える他、下位アイテムを割引してくれるようになる。
想い出の日記
アーシャにとって心に残ったイベントを、日記に記すシステム。記すには想い出ポイントが必要となる。想い出ポイントは依頼達成の他、キャラとの会話やフィールドや街・ダンジョンで拾えるチラシを発見することで増加する。
該当イベントが発生した時点でアーシャに規定の強化ボーナスが施され、記すことでさらに強力なボーナスが得られる。内容によってはレシピが解禁される。

## 物語

### 物語の背景
本作の物語は、錬金術で発展した文明が衰退し、人類が静かに滅びつつある黄昏の時代を舞台としている。錬金術の知識は一度失われた後に再発見されはじめているが、本作の舞台となる地域にはまだ伝わっていないという設定である。過去の錬金術によって作られた遺跡の数々の文明的な価値は失われ、建材などを切り出すための石切場や交通のための通路として使われている。遺跡は錬金術によって生み出された「スラグ」と呼ばれるモンスターや、「オートマタ」と呼ばれる人造人間によって保守されている。
プレイヤーは物語の主人公であるアーシャを操作し、物語を進めていく。このゲームではプレイヤーの選んだ行動（移動、戦闘、採取、調合、休憩）に対して1日単位で時間が過ぎていき、3年が経過すると物語の進行状況に関わらずゲーム終了となる。以下に物語の概略を示す。

### あらすじ
薬師の少女アーシャ・アルトゥールは天涯孤独の身であった。最後の家族であった妹のニオは3年前、アーシャに頼まれて近所の遺跡へと薬草採取へと出かけたまま失踪し、行方不明となっていた。アーシャはニオの墓を建てて彼女を弔い、失意の彼女を支えてくれた知人に対しては表向き明るく振る舞い、亡き祖父の家業を継いで薬師として生計を立てていたが、心の内ではニオを死んだものとは割り切りきれない思いや、自分がニオをお使いに行かせてしまったことに対する悔恨を引きずり続けていた。
ところがニオが行方不明になってからちょうど3年目の日、墓参りのつもりでニオの失踪現場を訪れていたアーシャは、不可思議な光を放つ花畑に浮かぶニオの幻影を目撃する。偶然この地域を訪れていてその場に居合わせ、一部始終を目撃した錬金術士のキースグリフ・ヘーゼルダインは、それが錬金術による事象であることを見抜き、ニオの生存を示唆する。アーシャに錬金術士としての素養があることを見て取ったキースグリフは、ニオを助けて欲しいというアーシャの懇願を拒絶しつつも、真理は他人ではなく自分の力で探し出すべきだという持論を語り、錬金術と光る花について学ぶよう助言する。キースグリフの見立てでは、ニオを助けられる期限は残り3年。アーシャは、錬金術を理解するため、そしてニオを助けるために旅立つことを決意する。
アーシャは知人の紹介により有力者の支援を受け、城塞都市フィルツベルクで自分のアトリエを持つ。また、道中や街でそれまでになかった数の友人を持つようになる。アーシャはニオのことや、友人と楽しく過ごしたこと、錬金術を学んだことなどの大切な思い出を日記に書きとめていく。
手がかりを求めて遺跡などを探索するなかで、アーシャは何度かニオの幻影と出会う。ニオは少し言葉を交わしただけで消えてしまうが、そのあとには必ず普通には見られない光る花が周囲に残されていた。光る花について調査するために、古代文明の知識が保存された図書館「弐番館」を訪問したアーシャは、そこで文献上の光る花「百年に一度咲く花」「雨を待つ花」「陽を避けて咲く花」のことを知る。キースグリフは当初、自分に利がないということでアーシャを助けることを拒否していたが、しだいに真理に近づいていくアーシャに、師としての助言を与えていく。
アーシャは旅をして光る花を集め、キースグリフの指導を得て光る花に含まれている香料の成分を分析し、それが古代に繁栄していた錬金術の遺跡のシステムによって、情報伝達の媒体として用いられているものであり、ニオが古代の遺跡にとらわれていることを突き止める。キースグリフは古代文明による自然破壊の跡や巨大兵器をアーシャに示し、ニオをとらえた遺跡もそうした悪意の存在であろうと憶測する。プレイヤーが真相に迫る一連のサブストーリーを達成していない場合はキースグリフの憶測を覆す根拠は見つからず、ニオが捕らわれてしまった理由やシステムの目的には踏み込まない形の結末となるが、サブストーリーを進めた場合、アーシャはキースグリフの考えに異を唱え、遺跡の目的を理解しようとする。この場合、アーシャは冒険の末に辿り着いた古代のアトリエで発見した資料から、キースグリフと共に弐番館の奥に秘匿されていた秘密を解き明かし、ニオが活動中の遺跡「壱番館」の管理システムによって、人類の滅亡後も種を保存し、世界を存続させるための標本として保護されていたという真相を知る。アーシャは暴走していた遺跡の管理システム「イグドラシル」を破壊してニオを取り戻すが、自分の行いが正しかったか確信を持てず、古代文明の善意の遺産を無為にしたことに心を痛める。
アーシャとニオの二人は家に帰り、ここで本編は一区切りとなる。この後も期限の3年が過ぎるまでゲームは続き、ニオを連れて旅に出ることができる。また本編と並行して、アーシャが旅の中で知り合い、ニオの救出に力を貸してくれた友人たちのサイドエピソードが挿入されるが、ニオを取り戻した後にはそれぞれのエピソードの結末が語られる:pp.22-23。なおアーシャがニオを自力で救出できないまま3年が経過した場合はバッドエンドとなるが、その場合もニオはキースグリフによって救出される。いずれにせよグッドエンドであれば友人と共に、バッドエンドであれば自分の無力さを痛感したことを糧に、その後のアーシャが錬金術士として大成したという結末が語られるが、アーシャがニオを救出する過程で得た人脈と錬金術の技術によって何を成したかによって、選択できるエンディングの幅が広がる。

## キャラクター
アーシャ・アルトゥール（Ayesha Altugle）
声 - 井上麻里奈
本作の主人公。ニオの姉。17歳。身長：157cm、A型。職業：薬士、のちに錬金術士（本人はあくまで薬士であると主張している）。
人里離れたアトリエに住む少女。かつては祖父と妹・ニオと3人暮らしだったが、数年前に師でもあった祖父が他界し、ニオも行方不明になり、現在は1人で薬草や珍しい植物の採取をしながら、暮らしている。ある日、妹がどこかで生きていることが分かり、再会のために旅へ出ることを決意する。真面目で礼儀正しい性格だが、おっとりして天然ボケな一面もある。なお、子供でも酔わないほどのお酒ですら飲んですぐ卒倒してしまうカイルを凌駕するレベルの下戸。
旅をする際は飼っているうし「パナ」に大量の荷物を載せている。なお、荷物には「予備の予備の釜」などもあり、絶句される場合も。
緻密さが求められる調合を古い機材と勘を頼りに何の気なしに成し遂げるなど錬金術の腕は確かだが、本人はあまりそれを自覚していない（そもそも、自身の駆使する技術が錬金術であることを知らなかった）。
調合に没頭すると片付けや食事が疎かになってしまい、気が付くと部屋が荒れ放題で倒れるまで仕事をしてしまった事もしばしば。以前はニオが片付けなどを行っていたが、一人になってからはそういった癖は和らいだ模様。
使用する武器は杖。スキルの代わりにアイテムを使用することができる。また、通常の装備品の他に探索装備というものが装備でき、移動や素材調達の時間を短縮したりできる。
前シリーズまでは過去作に登場した主人公が加齢した上で一人前の錬金術士となって登場していたが、本シリーズでは一作目の主人公である彼女のみ、続編二作に登場していなかった。しかし2016年発売の『シャリーのアトリエ』の移植版に於いて、27歳まで加齢した状態で再登場を果たした。パーティーメンバーとなっている為スキルも持っている。
ニオ・アルトゥール（Nio Altugle)
声 - 伊瀬茉莉也
アーシャの妹。13歳。身長：148cm、A型。職業：家事手伝い。
数年前に薬の材料のアトリエ近くの遺跡へ採取に行ったまま行方不明となる。姉想いの優しい性格で、アーシャとは非常に仲が良かった。
事件の際、足を滑らして崖に落ちてしまい、命の危機を感じ取ったイグドラシルに保護されていた。しかし、合わせて6年経っても解放されずにいた結果イグドラシルと同化しつつあり、光る花の発する「言語」を認識できるようになっている。
保護されている間、一切体は年月が経過していない。救出後はアーシャに同行するようになり、色々な場所を回ったり精力的に素材を集めたりしている。
使用する武器はお玉やミキサーなど。スキルではパナによる攻撃や薬による回復を行う。必殺技はパナに乗って突進攻撃を行う「パナすぺしゃる」。止めに使うと、最初に餌を食べさせてさらに力のこもった突進を行い、締めに宙に跳ね飛ばす。
『エスカ&ロジーのアトリエ ～黄昏の空の錬金術士～』の登場人物の一人。
レジナ・カティス（Regina Curtis）
声 - 水沢史絵
女性発掘家。23歳。身長：163cm、O型。職業：遺跡発掘。
ウェーブのかかった長髪が特徴的。街の商工組合とも繋がりを持つ。社交的で家が大所帯なためか面倒見の良いしっかり者。また、料理や裁縫なども得意とするなど、女性らしさも完備している。
元は遠い街の出身だが、大家族を養うため出稼ぎに来ており採掘の腕前もあって親方達からの信頼も厚い。最近は遠い地で一人で働いている事を心配した家族から帰ってくるよう催促されていて、レジナEDではある大仕事を成し遂げたのちに帰郷する。
女性でありながら発掘屋になったのは父親が発掘屋をやっていたが事故で負傷したために引退し、その跡を継いで発掘屋になろうと10代で仕事を始めたのがきっかけ。最初はつるはしにも振り回され、男所帯の職場でお尻を触られたりと苦労も多かったが今では組合で一番の腕っ節の強さになり、セクハラをとっちめたりしていた結果今度は女扱いされなくなったと嘆いている。
使用する武器はつるはし。スキルやアクティブコマンドでは、爆弾なども使用する。必殺技はつるはしを地面に突き立て地面の隆起で相手を宙に飛ばし、そこめがけて燃え盛る岩塊を叩きつける「レイディエンド」。止めに使うと、宙に飛ばしたあと岩塊に飛び乗って追撃を行い、締めにつるはしで岩塊を直接叩きつける。
キースグリフ・ヘーゼルダイン（Keithgrif Hazeldine）
声 - 中田譲治
古代の知識を集める旅をしている錬金術士。45歳。身長：180cm、AB型。職業：異国の錬金術士。
遺跡調査のために異国（アーニーによると言葉に西方の特徴がある）から旅をしてきて、たまたま立ち寄ったアーシャのアトリエ近くの遺跡でニオの幻影を目撃した事でアーシャと知り合う。
過去の文明が生み出した錬金術の負の遺産を多く目にしているためか、人は押しなべて悪であるという考え方の持ち主。対応もそっけなく冷たい印象を受けるが、努力を積み結果を出す者はきちんと評価する。
冷静沈着だが錬金術研究の為なら手段を選ばずトラブルを起こす為、周囲からの評判は悪いものの本人は全く気にしていない。ヘビースモーカー。面倒見はいい方で、アーシャやニオからは優しい人と認識されている。また、悪意の産物とも言える錬金術の遺物に関しては、破壊することを心がけている。協会が管理する遺跡などにも勝手に侵入し挙句破壊行為を行っているために賞金首であり、あるイベント時にリンカを連れていると強制的に戦闘に入ってしまう。
使用する武器は指輪。また、球状の容器に入ったアイテムを破壊することで様々なスキルやアクティブコマンドを発生させている。前シリーズの錬金術士キャラとは異なり、アイテムの使用はできない。必殺技は8つの無色の容器を敵めがけて拳や蹴りで叩きつける「エンシェントワン」。止めに使うと演出が最初から変化し、8色の容器を相手の周囲に展開させて異空間に閉じ込め、そこにタバコを投げつけて爆発させる。
かつては出身地で再発見された錬金術の習得に没頭していたが、錬金術の根本たる真理の追究を目指さないまま術を利用する者ばかりな事に失望し錬金術に関係するあらゆるものを破壊して回ったため、指名手配された。
タバコが切れると何も手につかなくなるらしい。
『シャリーのアトリエ ～黄昏の海の錬金術士～』の登場人物の一人。
ユーリス・グルンデン（Juris Grunden）
声 - 鳥海浩輔
獣退治をするハンターの青年でナナカの兄。20歳。身長：182cm、O型。職業：猟師。
家族を養う為に獣を狩って暮らしている。一族のしきたりに従い、古の龍を倒して、その鱗をまとい、一人前になりたいと思っている。このしきたりはもはや伝説上のものとすらされているものであり、本人もあくまで達成すべき目標としている。無口で誤解を受けやすいところもあるが、本来は家族想いで優しい性格。辛い物が苦手。
自然を尊び、たとえ魔物であろうと狩りの獲物に尊敬と畏怖の念を忘れない。
猟師のクセで気配を消しがちで、何度かアーシャを驚かせた事がある。気配を消したユーリスを察知できるのはナナカだけらしい。
使用する武器はナタ。スキルでは弓も使う。必殺技はナタと弓を使っての連続攻撃を行い、締めに全力の斬撃を見舞う「グランドスラム」。止めに使うと演出が最初から変化し、斬撃と矢で連続攻撃から相手を宙に跳ね飛ばし、締めに身の丈よりも大きい弓矢を取り出して撃ち抜く。
ウィルベル・フォル=エルスリート（Wilbell voll=Erslied）
声 - 瀬戸麻沙美
魔法使いの一族の少女。14歳。身長：141cm、B型。職業：魔法使い。
家訓の定めで、魔法修行の旅をしており、空を自由に飛ぶ魔法を探している。魔法の腕前は、知識こそ豊富な様だが実践不足。小生意気で、ちゃっかりしている末っ子気質の持ち主であり、明るく前向き。自らを“大魔法使い”と称しているが、一族の最長老である大婆様には頭が全く上がらない。アーシャからのみ「ベルちゃん」の愛称で呼ばれ、『シャリーのアトリエPlus』でもこの呼称は変わらない。
フィルツベルクに来たばかりのアーシャから魔法の触媒のにおいを嗅ぎつけ、魔法使いと勘違いして声をかけた。錬金術士の存在も知っている様子。
使用する武器はほうき。スキルでは、召喚魔法を主とする。必殺技は空から岩を降り注がせて攻撃する「メテオストーム」。止めに使うと、締めに巨大な岩塊を叩きつける。
見た目からして目立ち、魔法使いだとバレているが一応正体を隠すのが掟のようで、困り事の解決や魔法の道具の販売も、魔法の力を使った事は内緒にしている。
度々大婆様から修行のための課題を出されているが、手を抜いたりズルをしたりあまり真面目にこなしておらず一時は破門を言い渡されてしまう。さすがにその時は反省して、課題達成と破門取り消しのため一発逆転を狙って大博打に出る。
『エスカ&ロジーのアトリエ ～黄昏の空の錬金術士～』及び『シャリーのアトリエ ～黄昏の海の錬金術士～』の登場人物の一人。
リンカ（Linca）
声 - 小清水亜美
マリオンの護衛を務める女性。20歳。身長：160cm、A型。職業：護衛業。
剣の腕は確かで、常人外れの戦闘技術を持つ。しかしその一方、一般的教養は全くといっていいほど持ち合わせておらず、常識外れな言動・行動をしては周囲を困らせている。なお、彼女の服装や髪型は、全てマリオンの趣味である。本人としては動きづらいくらいなら全裸でもいいとすら思っている。
一般常識を身に着けるべく、度々マリオンから任務という形で家事や人付き合いをこなすよう命令を出される。
使用する武器は剣。なお、この剣はリンカの身長ほどもある上に相当重く、引きずりながら振るっている。必殺技は剣を地面にこすりながら複数回切りつけ、最後にはジャンプして叩き切る「レイジングエッジ」。止めに使うと、最後の一撃が数回転してからの横薙ぎになる。
『エスカ&ロジーのアトリエ ～黄昏の空の錬金術士～』の登場人物の一人であり、『シャリーのアトリエ ～黄昏の海の錬金術士～』には容姿と名前が全く同じ“姉のような存在”である別のリンカが登場する。
マリオン・クィン（Marion Quin）
声 - 植田佳奈
22歳。身長：150cm、A型。職業：遠方から来た駐在員。
遠い地から派遣されて来た駐在員。遺跡の記録作成や、資源調査を目的としている。日々上司から無茶な依頼を受け、愚痴をこぼしながらも仕事はしっかりこなしている。本作でフィルツベルクに居る人物の中では登場順がウィルベルやハリーなどの主要人物よりも早く、最初に登場した。DLCにて、追加パーティーキャラとして加入させることができる。
役人ではあるが友人であるアーシャの妹探しにキースグリフが役立つとみると、一時的に見逃す等柔軟な考え方の持ち主。
故郷は気球と馬車を乗り継ぎ、道なき道を進み、決死の覚悟が必要な旅をして3か月ほどした遠方。かつては中央で出世街道に乗るほどだったが、捕まったリンカを助けるために手を回した結果左遷されてしまった過去がある。
使用する武器は二挺拳銃。外見はダブルデリンジャータイプだが明らかに3発以上装弾されており、両手合わせて秒間4,5発放つという驚異的な射撃技術を持つ。これを使って連射し、撃ち切ると放り捨ててどこからか別の銃を取り出す、という無茶なスタイルで戦う。また、スキルでは跳弾を利用した攻撃も行う。必殺技は敵が宙に浮き上がるほど凄まじい勢いの連射を叩き込む「クロスファイア」。止めに使うと、締めに狙いすましての強力な一撃を叩き込むようになる。
まだ20代前半だが仕事漬けの毎日で出会いもなく、仕事ばかりの女と思われている事で婚期を逃しそうな現状を憂いている。
『エスカ&ロジーのアトリエ ～黄昏の空の錬金術士～』の登場人物の一人。
オディーリア（Odileia）
声 - 佐土原かおり
年齢不明。身長：157cm、血液型不明。職業：弐番館司書。
世界最大の図書館「弐番館」の司書。その実体はかつて錬金術士によって生み出されたオートマタ（機械人形）であり、弐番館の全ての蔵書の内容を記憶している。ただし、長年の稼働で一部システムに異常が出ている。人形らしく機械的な口調で喋るが、一方で人間のようなお茶目な一面もある。食事を摂る必要はないはずだが、甘いものには目がない。彼女を作ったマスターは、キースグリフによく似ていたらしい。DLCにて、追加パーティーキャラとして加入させることができる。
古代の高度な錬金術の結晶とも言える体は、機械でありながら虫歯になれる。存在しないマスターの既に無意味な命令を守り続けていたが、キースグリフによってマスターの変更と命令の書き換えを実行され自由の身となる。
使用する武器は歯車。実際には腕から放電ユニットを出して電撃を行う。必殺技はエネルギーウィングを展開してエネルギー弾を叩きつける「ブーストショック」。止めに使うと、エネルギー弾は使わず敵に突っ込んでいき、爆発させる。
『シャリーのアトリエ ～黄昏の海の錬金術士～』の登場人物の一人。
ハリー・オルソン（Harry Olson）
声 - 真殿光昭
36歳。身長：175cm、O型。職業：ハリー商会経営者兼好事家。フィルツベルク商業組合副理事補佐、リーゼンガング自治体会長。
フィルツベルクの商業に大きな影響力を持つ、ハリー商会のオーナー。かなりの変人だが、面倒見は良い。前時代の遺産を集めることに非常に熱心であり、その知識を披露することも多いが、どこまでが真実なのかはわからない。
何よりも先に誠意を売ったから商会は大きくなったと語り、街の活性化のために企画したバザールでも悪徳業者が入り込まないよう許可制を敷く等商売人としての腕前は確か。
幼い頃凶作を体験しており、人が飢えるという状況に対して譲れないスタンスを有している。商会を切り盛りするようになった後、再び発生した凶作に対し、破産寸前まで私財を擲って救済活動を行っており、フレッドの生き方に強い影響を及ぼしている。
過去の遺物収集の趣味が高じてわくわく掘り出し物合戦を主催しており、珍しい物マニアの会会長も務めるが遺物や遺跡が好きなのに暗くて狭い場所が怖くて遺跡に入れないという一面も。
『エスカ&ロジーのアトリエ ～黄昏の空の錬金術士～』及び『シャリーのアトリエ ～黄昏の海の錬金術士～』の登場人物の一人。
メリエッタ・ミューア（Merietta Muir）
声 - 佐藤聡美
19歳。身長：157cm、B型。職業：ハリー商会の店員。
ハリー商会の経営する雑貨店「黒猫の散歩道」の店員。オーナーのハリーが趣味に没頭しているため、実質店を取り仕切っているのは彼女で仕入れからバザール出店者の管理までこなす、事実上の店長に近い。ハリーの趣味に辛辣な不満をいう事も多いが、何だかんだで結局付き合っている。
ホムンクルスの依頼に答えようと手を尽くし、納品の際には彼らの集落まで出向く等商売には固い信念と情熱をもっている。また、本人曰く彼氏はいない。
アーニー・リトルトン（Ernie Lyttelton）
声 - 杉山紀彰
26歳。身長：175cm、A型。職業：交易商人。
各地を牛車で巡り、交易をしている行商人の青年。アーシャのアトリエにも薬の取引で出入りしており、アーシャとは家族のような関係を築いている。アーシャのことを常に気にかけており、アーシャからすると「お母さんのような存在」らしい。
カイルに「笑顔しか似合わない男」と言われるように人畜無害この上ない人物。本人はヒゲすら生えない軟弱な外見を若干気にしており、ワルなキャラに憧れている（面識はないが理想像はキースそのもの）。
マップ全域に渡って商売をしており、気球で飛んだ先の塩の砂漠から雪山まで足を運ぶ。本人は笑いながら軽い口調で話すものの、吹雪の中凍死しかけたり崖から何度も転げ落ちて全身打撲を負う等笑い事では済まない修羅場にも遭っている。
ナナカ・グルンデン（Nanaca Grunden）
声 - 大亀あすか
16歳。身長：155cm、O型。職業：遊牧民の娘。
ユーリスの妹。うし飼いとして、良いうしの餌を探すために世界を巡っている。アーシャとは旅の途中で偶然出会い、年齢も近いことと、同じうし好きとして打ち解け、友人となる。神出鬼没で、気球でしか行けない浮島などあり得ない場所に突如うしと共に現れることもしばしば。曰く、牛飼いの秘密らしい。
遊牧の傍ら行商もしており、主に畜産関係の品物を販売してくれる。
ラナン・エッツ（Ranun Ets）
声 - 松野太紀
25歳。身長：170cm、AB型。職業：放浪する人。
世界を旅しつつ、バグパイプを用いた音楽を奏でる青年。創作に生きる自由人を自称するが、言い換えればただの働く意欲のない無職の若者である。彼とは正反対で、働くことを生きがいとするアーニーとの出会いで、彼の人生観は大きく変わることとなる。
方々で見聞きした歴史、物語、伝承を後世に伝えるため、また自らの足跡を音楽と言う形で残していくため日々放浪を続ける。
お腹をすかせて道の真ん中に文字通り転がって行き倒れていたりと、専ら残念な大人扱いされることが多いが、演奏すれば「素敵」と評され、古代語で書かれた書を楽々読み解き、星を読んで半年以上先の日食を正確に当てるなど、こと芸術にまつわる要素については多才かつ天才である。
フレッド・ロッドフォーク（Fred Rodfork）
声 - 稲田徹
30歳。身長：185cm、A型。職業：パン職人。
フィルツベルクに店を構えるパン屋の店主。大柄な体型からは想像もできないような、可愛いパンを作る。出来るだけ多くの人に自分のパンを食べてもらうことが彼のモットーであり、儲けはほぼ度外視している様子。メリエッタに一目惚れをするが、緊張のあまり極端に事務的な対応をしてしまっている。
彼の師匠は、かつてフィルツベルクが凶作に見舞われた際にハリーの依頼を受けたパン職人で、彼のモットーはこの体験に由来する。そのため、メリエッタのことも含め、ハリーは間接的ながら人生の先導者となっている。
カイル・タレンバート（Kyle Tarenbert）
声 - 野島健児
26歳。身長：165cm、A型。職業：酒場のマスター。
ホルンハイムの酒場「白い鴉亭」のオーナー兼バーテンダー兼料理長兼店長兼マスター。軽い性格ですぐ女性をナンパしようとするが、かつてそのせいで仕事をクビになったことが何度もあるらしく、最近は自重している。酒場のマスターだが自身は酒が全く呑めない下戸（ジュースに毛が生えたレベルでもダメらしい）。ユーリスとは幼馴染であり、顔を合わせれば互いに悪態をつき大人げないいたずらをし合うことも多々あるが、実は仲が良い。10年ほど前はユーリスにカイル兄ちゃんと呼ばれていたらしい。
下戸である事を気にして何度も克服を試みたが全くダメで、その代わり酒の知識と酒以外の飲み物や料理の味を極めるべく腕を磨いている。
旨いメシを安く提供する事をモットーとして値段は安いが食材も厳選し、手間をかけて作った料理を提供する。
ターニャ・フォルタ（Tanya Folta）
声 - 野水伊織
11歳。身長：154cm、A型。職業：塩屋。
空の向こうに広がる大塩湖にて、塩を取って生活をしている色黒の少女。遠く離れた都会に対して憧れを持っており、都会からやってきたアーシャに対して話を聞かせてくれるように頼んでくる。
彼女の一族は代々塩湖で塩を採掘して暮らしており、昔は他にも塩の採掘を生業とする一族がいたらしいが今は彼女の家族のみとなっている。
アーニーの取引先の一つで何とか街への旅費を貯める手伝いをしたいと、アーニーがアーシャに収益を増やすためのアイデアを相談するイベントがある。
ハリー商会にも塩を卸しているためメリエッタも名前は知っており、お金を貯めて街にやってきたターシャに歓迎会を開いた。
イグドラシル
本作の事件の発端とも言える存在。来る災厄を乗り越えるために用意された二つの揺り籠の一つ、種の揺り籠こと「壱番館」の管理者。錬金術における善意の遺産たる存在なのだが、オディーリアと違って柔軟性が全くなく人の話を聞こうともしない頑固すぎる性格。
文明が滅びる時に備えて全人類の知識と英知を後世に保存する書庫として弐番館が、生命の種を保存し絶滅を回避する避難所として壱番館が作られその管理者として1000年近くもの間命令を守り続けていた古代の錬金術の産物。
既にその役割を終えているのだがシステムは稼動状態であり、危機に瀕した生命を察知し保護するという活動を継続している（作中ではニオの他、仔牛の保護も行っている）。しかし、同化しつつあるのにニオを開放しなかったり転送事故を起こして仔牛が増えてしまったりなど、既に正常とは言えない状態にある。更には別に危機に瀕していないであろう「ハロス村」という村の住人全員を取り込んでしまう、というミスを犯してしまっている（この村には後述の「言語」を生成できるフラスコ状の器具が存在しており、この器具が誤動作したものと考えられる）。結果として、悪意はないものの人に害する存在としてキースにとっては破壊対象となった。

## 用語
ホムンクルス
小動物のような姿の存在で、拙いながらも人語を喋る。錬金術による生命体なのかも判然としない。数年で寿命を迎え、数日死んで転生する、というサイクルを繰り返す。
前シリーズのそれとは異なり、独自に集落を作り、気ままに暮らしている。街に現れたりもしているので、それなりに人に知られている。

スラグ
作中で登場する、錬金術で作られた人造生命体。繁殖能力があるため、錬金術が過去のものとなった現在でも勝手に増える。その存在意義は解明されてないようだが、守護しているかのように遺跡などで大量に現れる。また、人を殺す兵器として作られたタイプもいる。
原始的な球状タイプ、ジャミングなどが可能な四足獣タイプ、胸部に鉱石などをしまえる二足歩行タイプなどの他、レア種として要塞型・ドラゴン型などが存在する。例外なく、ランダムで武器やスラグの石系素材をドロップする。
光る花による「言語」で命令を与えることが可能。
　本作では武器・防具を手に入れる為に必要な存在だが、次作以降は武器・防具の作成システムが復活した為これらの装備品を落とさなくなった。
光る花
突如出現する、発光する花。作中ではニオを最初に確認した薬草園以外に「彼岸」「ガラス」「水連」「食虫花」「鎮魂」「湿原」「陽食い」が確認されている。
それぞれ出現状況が異なっており、詳しい発生条件は不明。発生するまでは普通の花と変わらない。
花は原理不明だがスラグたちをコントロールする言語を発しており、成分を抽出して香油や結晶にすることでより強力な言葉とすることができる。かつて人間がスラグを使役していた頃、命令を与えるために作られたとも推測されていて花の発する言葉は、スラグにとって絶対的な神の声のようなものらしい。

## 関連商品

### オリジナルサウンドトラック
2012年6月27日にガストから発売された本作のサウンドトラックアルバム。BGMの他、オープニング・エンディングテーマやフィニッシュジングルを含む全94トラックをCD3枚に収録。左によるアーシャの描きおろしイラストのスリーブケース仕様。
| #         | タイトル                       | 作詞      | 作曲       | 時間  |
| --------- | ------------------------------ | --------- | ---------- | ----- |
| 1.        | 「花標(Full Ver.)」            | 柳川和樹  | 柳川和樹   | 3: 27 |
| 2.        | 「献花」                       | -         | 柳川和樹   | 1: 42 |
| 3.        | 「導き」                       | -         | 阿知波大輔 | 2: 30 |
| 4.        | 「追憶の丘」                   | -         | 阿知波大輔 | 2: 51 |
| 5.        | 「眠る地」                     | -         | 柳川和樹   | 2: 05 |
| 6.        | 「幻影」                       | -         | 阿知波大輔 | 1: 49 |
| 7.        | 「Journey to the New World」   | -         | 下田祐     | 2: 24 |
| 8.        | 「誘いの花 ～ 春」             | -         | 柳川和樹   | 3: 13 |
| 9.        | 「涸れ谷に雨を」               | -         | 柳川和樹   | 2: 08 |
| 10.       | 「Sylpheed」                   | -         | 阿知波大輔 | 2: 54 |
| 11.       | 「辺境の笑い声」               | -         | 柳川和樹   | 2: 39 |
| 12.       | 「Excavate Polka」             | -         | 下田祐     | 1: 29 |
| 13.       | 「今日も今日とて」             | -         | 阿知波大輔 | 1: 16 |
| 14.       | 「花薫る森」                   | -         | 阿知波大輔 | 1: 50 |
| 15.       | 「一筋の光」                   | -         | 柳川和樹   | 2: 01 |
| 16.       | 「行ってみよ!」                | -         | 阿知波大輔 | 0: 08 |
| 17.       | 「大通りを歩けば」             | -         | 柳川和樹   | 2: 42 |
| 18.       | 「雛鳥」                       | -         | 柳川和樹   | 1: 37 |
| 19.       | 「うしにひかれて」             | -         | 阿知波大輔 | 1: 17 |
| 20.       | 「北風のミュゼット」           | -         | 阿知波大輔 | 2: 06 |
| 21.       | 「風と大地と腹の虫のソネット」 | -         | 阿知波大輔 | 1: 09 |
| 22.       | 「タンゴムシ」                 | -         | 柳川和樹   | 1: 27 |
| 23.       | 「よろしくね！」               | -         | 阿知波大輔 | 0: 08 |
| 24.       | 「気配は霧より儚」             | -         | 柳川和樹   | 2: 19 |
| 25.       | 「サイレンとヒル」             | -         | 阿知波大輔 | 1: 27 |
| 26.       | 「Gnome」                      | -         | 阿知波大輔 | 4: 09 |
| 27.       | 「傍らに咲く花 ～ on orgel」   | -         | 柳川和樹   | 1: 37 |
| 28.       | 「Pen and the Sword」          | -         | 下田祐     | 2: 02 |
| 29.       | 「接近」                       | -         | 阿知波大輔 | 1: 43 |
| 30.       | 「昨日の敵は今日の材料」       | -         | 柳川和樹   | 4: 40 |
| 31.       | 「Sagittarius」                | -         | 阿知波大輔 | 2: 59 |
| 32.       | 「Milkyway」                   | -         | 阿知波大輔 | 1: 08 |
| 合計時間: | 合計時間:                      | 合計時間: | 合計時間:  | 66:56 |

| #         | タイトル                            | 作詞      | 作曲       | 時間  |
| --------- | ----------------------------------- | --------- | ---------- | ----- |
| 1.        | 「誘いの花 ～ 夏」                  | -         | 柳川和樹   | 3: 10 |
| 2.        | 「大地の轟き」                      | -         | 柳川和樹   | 1: 27 |
| 3.        | 「平々凡々」                        | -         | 柳川和樹   | 1: 32 |
| 4.        | 「覚えるよ!」                       | -         | 柳川和樹   | 0: 49 |
| 5.        | 「本と棺と自動人形」                | -         | 柳川和樹   | 3: 02 |
| 6.        | 「紫煙」                            | -         | 柳川和樹   | 1: 27 |
| 7.        | 「姉さん事件です」                  | -         | 阿知波大輔 | 1: 49 |
| 8.        | 「秘宝を求めて」                    | -         | 柳川和樹   | 3: 17 |
| 9.        | 「Undine」                          | -         | 阿知波大輔 | 4: 09 |
| 10.       | 「硝子の花綿」                      | -         | 柳川和樹   | 2: 21 |
| 11.       | 「レシピッピ」                      | -         | 柳川和樹   | 0: 37 |
| 12.       | 「わたしの歩幅で」                  | -         | 柳川和樹   | 1: 31 |
| 13.       | 「マーチャント・マーチ」            | -         | 阿知波大輔 | 1: 35 |
| 14.       | 「すたーとん!」                     | -         | 柳川和樹   | 0: 08 |
| 15.       | 「すかぽん探知機777AVturboZmkIISR」 | -         | 阿知波大輔 | 1: 24 |
| 16.       | 「りざるとん!」                     | -         | 阿知波大輔 | 0: 08 |
| 17.       | 「雫の踊り」                        | -         | 柳川和樹   | 2: 07 |
| 18.       | 「広場で一休み」                    | -         | 柳川和樹   | 2: 29 |
| 19.       | 「陽光のロンド」                    | -         | 阿知波大輔 | 2: 22 |
| 20.       | 「誘いの花 ～ 秋」                  | -         | 柳川和樹   | 3: 40 |
| 21.       | 「The Man in the High Mountain」    | -         | 下田祐     | 2: 52 |
| 22.       | 「陽炎」                            | -         | 柳川和樹   | 2: 42 |
| 23.       | 「対峙」                            | -         | 阿知波大輔 | 1: 18 |
| 24.       | 「Salamander」                      | -         | 阿知波大輔 | 5: 06 |
| 25.       | 「染まる頬は夕日色」                | -         | 柳川和樹   | 1: 41 |
| 26.       | 「まほろば」                        | -         | 阿知波大輔 | 2: 41 |
| 27.       | 「Frostflower」                     | -         | 阿知波大輔 | 2: 50 |
| 28.       | 「明日は明日とて」                  | -         | 阿知波大輔 | 0: 08 |
| 29.       | 「きらきら」                        | -         | 柳川和樹   | 3: 35 |
| 30.       | 「鼻毛戦記」                        | -         | 阿知波大輔 | 1: 29 |
| 31.       | 「バザールでゴザーイ」              | -         | 柳川和樹   | 0: 30 |
| 32.       | 「颯々爽々」                        | -         | 阿知波大輔 | 1: 41 |
| 33.       | 「ありがとん!」                     | -         | 柳川和樹   | 0: 05 |
| 合計時間: | 合計時間:                           | 合計時間: | 合計時間:  | 65:42 |

| #         | タイトル                          | 作詞      | 作曲       | 時間  |
| --------- | --------------------------------- | --------- | ---------- | ----- |
| 1.        | 「誘いの花 ～ 冬」                | -         | 柳川和樹   | 0: 11 |
| 2.        | 「顕現」                          | -         | 阿知波大輔 | 1: 20 |
| 3.        | 「Slag Toccata」                  | -         | 柳川和樹   | 4: 03 |
| 4.        | 「傍らに咲く花」                  | -         | 柳川和樹   | 1: 54 |
| 5.        | 「夢を織る家（Recoder Ver.）」    | -         | 阿知波大輔 | 4: 50 |
| 6.        | 「浮かぶ島々」                    | -         | 柳川和樹   | 2: 07 |
| 7.        | 「Close to the Edge」             | -         | 下田祐     | 5: 22 |
| 8.        | 「技術の残滓」                    | -         | 柳川和樹   | 2: 56 |
| 9.        | 「Altemis」                       | -         | 阿知波大輔 | 3: 55 |
| 10.       | 「遥か遠い場所」                  | -         | 柳川和樹   | 1: 55 |
| 11.       | 「月導」                          | -         | 柳川和樹   | 2: 29 |
| 12.       | 「Slag Dance」                    | -         | 柳川和樹   | 4: 10 |
| 13.       | 「揺れる髪飾り」                  | -         | 柳川和樹   | 2: 31 |
| 14.       | 「種」                            | -         | 柳川和樹   | 1: 24 |
| 15.       | 「Altair」                        | 青木香苗  | 阿知波大輔 | 4: 39 |
| 16.       | 「FJ:メテオストーム」             | -         | 阿知波大輔 | 0: 42 |
| 17.       | 「FJ:レイディエンド」             | -         | 阿知波大輔 | 0: 30 |
| 18.       | 「FJ:レイジングエッジ」           | -         | 阿知波大輔 | 0: 29 |
| 19.       | 「FJ:グランドスラム」             | -         | 阿知波大輔 | 0: 30 |
| 20.       | 「FJ:エイシェントワン」           | -         | 阿知波大輔 | 0: 39 |
| 21.       | 「FJ:パナすぺしゃる（ずんどこ）」 | -         | 阿知波大輔 | 0: 31 |
| 22.       | 「FJ:パナすぺしゃる（てってけ）」 | -         | 阿知波大輔 | 0: 31 |
| 23.       | 「FJ:パナすぺしゃる（にんにお）」 | -         | 阿知波大輔 | 0: 31 |
| 24.       | 「FJ:パナすぺしゃる（ハズレ）」   | -         | 阿知波大輔 | 0: 31 |
| 25.       | 「花標（OP Edit)」                | -         |            | 1: 44 |
| 26.       | 「花標（Off Vocal)」              | -         |            | 3: 27 |
| 27.       | 「花標（Instrumental)」           | -         |            | 3: 27 |
| 28.       | 「Altair（Off Vocal)」            | -         |            | 4: 39 |
| 29.       | 「Altair（Instrumental)」         | -         |            | 4: 37 |
| 合計時間: | 合計時間:                         | 合計時間: | 合計時間:  | 67:34 |

### Twilight Hour
2012年6月27日にガストから発売された本作のボーカルアルバム。ゲーム内で使用されたボーカル曲9曲すべてをフル収録。左によるニオの描きおろしイラストのスリーブケース仕様。
1. 花標 - 野見山睦未（バンドLocal busのボーカル）
作詞・作曲・編曲：柳川和樹
オープニングテーマ。
2. Mystic Pendulum - Rurutia
作詞・作曲・編曲：Rurutia
ワールドイメージテーマ。
3. いばら - やなぎなぎ（元supercellのゲストボーカル）
作詞・作曲・編曲：柳川和樹
イベントテーマ。
4. Stargazer - 紗也（研音所属のアーティスト）
作詞：青木香苗、作曲・編曲：阿知波大輔
バトルテーマ。
5. 黄昏 - 妙（バンドtaikaのボーカル）
作詞：下田祐・青木香苗、作曲：下田祐、編曲：阿知波大輔
ストーリーテーマ。
6. MARIA - 霜月はるか
作詞：青木香苗、作曲・編曲：阿知波大輔
バトルテーマ。メイリアと読む。
7. 宵の星 - チリヌルヲワカ（元GO!GO!7188のボーカル中島優美を中心に結成したバンド）
作詞・作曲：中島優美
キャラクターテーマ。
8. 夢を織る家 - 霜月はるか
作詞：青木香苗、作曲・編曲：阿知波大輔
アトリエテーマ。
9. Altair - Annabel
作詞：青木香苗、作曲・編曲：阿知波大輔
エンディングテーマ。アルテアと読む。

## 漫画
ファミ通.comにて久松ゆのみによるプレイ日記マンガ爆発!となりのアーシャちゃんを連載、単行本全1巻。